# Poshboy
Poshboy (stilizzato POSHBOY!) è il primo album in studio del rapper statunitense Itsoktocry, pubblicato il 5 aprile 2019 dalla Cleopatra Records e Dimension Gate Music.
L'album è stato anticipato da tre singoli: Bi-Polar Freestyle, Jirachi e Lil Lock Pick.

## Antefatti
Nell'ottobre 2018, Itsoktocry firma per la Cleopatra Records.
Il 6 marzo 2019, Itsoktocry pubblica il brano Lil Lock Pick, insieme al relativo videoclip.
Il 27 luglio 2018, pubblica il suo 18º EP da solista intitolato Charm School Reject : Side A. Il 3 aprile 2019, Bi-Polar Freestyle, il primo ed unico singolo estratto dall'EP, ha ricevuto un video musicale pubblicato sul canale Youtube "ＴＲＡＳＨ 新 ド ラ ゴ ン".
Nell'ottobre 2018, in un post su Twitter, il rapper mostra lo snippet di un brano inedito. Il 24 gennaio 2019, lo snippet precedentemente mostrato si rivelerà essere Jirachi e viene pubblicato come singolo su tutti i principali servizi di streaming. I tre singoli saranno inclusi nel primo album in studio Poshboy, pubblicato il 5 aprile 2019. L'album è stato commercializzato anche in formato CD e in vinile in edizione limitata, quest'ultimo con la presenza delle due tracce bonus Murder Me Slowly e Ego Death.

## Registrazione
Poshboy fu inciso ai Forever Club Studios nell'appartamento di Itsoktocry, a Denver, in Colorado.
Il rapper scrisse e registrò Poshboy in un anno, la maggior parte negli ultimi sei mesi.

## Musica e testi
L'album, a differenza delle precedenti pubblicazioni di Itsoktocry, riflette sui disturbi d'ansia puntando ad una visione positiva dei concetti espressi nei testi, rivelando una vera e propria "pausa emo-depressiva".
La sua musica è un insieme di differenti stili piuttosto che un hip hop diretto; Mentre alcuni brani sono definiti da un genere elettronico basato su falsi flussi di coscienza, con l'impressione di uno stile giovane e amatoriale, altri si compongono di generi hardcore come il trap metal, che implicano testi più articolati e che descrivono meglio ciò che il rapper intende nei suoi testi.

## Tracce

### Edizione originale
1. Jirachi – 2:56 (testo: Larry – musica: KrissiO)
2. Mojojojo – 1:52 (testo: Larry – musica: Kudzu)
3. Viagra (feat. 909Memphis) – 2:39 (testo: Larry, Zach Ballard – musica: Tron, Drew Taylor, Storm)
4. Stukk Bwoi – 2:03 (testo: Larry – musica: Ghostrage)
5. Romeo Swajjur – 1:56 (testo: Larry – musica: KrissiO)
6. Trust Issues (feat. Ca$hrina) – 3:00 (testo: Larry, Ca$hrina – musica: Juan Sánchez)
7. Mukbang My Wrist (feat. Nick Prosper) – 1:36 (testo: Larry, Nick Prosper – musica: Kudzu)
8. No Genre – 2:24 (testo: Larry – musica: Armando Maccauro)
9. Lil Lock Pick – 1:29 (testo: Larry – musica: Kudzu)
10. Kinkos – 1:51 (testo: Larry – musica: Xentai)
11. Bi-Polar Freestyle – 2:04 (testo: Larry – musica: Kudzu)

### Edizione vinile
Il 23 agosto uscirà una versione in vinile dell'album, oltre alla versione in CD, costituita da due dischi e in tiratura limitata (300 dischi prodotti).
Lato A
1. Jirachi – 2:56 (testo: Larry – musica: KrissiO)
2. Mojojojo – 1:52 (testo: Larry – musica: Kudzu)
3. Viagra (feat. 909Memphis) – 2:39 (testo: Larry, Zach Ballard – musica: Tron, Drew Taylor, Storm)
4. Stukk Bwoi – 2:03 (testo: Larry – musica: Ghostrage)
5. Romeo Swajjur – 1:56 (testo: Larry – musica: KrissiO)
6. Trust Issues (feat. Ca$hrina) – 3:00 (testo: Larry, Ca$hrina – musica: Juan Sánchez)
7. Mukbang My Wrist (feat. Nick Prosper) – 1:36 (testo: Larry, Nick Prosper – musica: Kudzu)

Lato B
1. No Genre – 2:24 (testo: Larry – musica: Armando Maccauro)
2. Lil Lock Pick – 1:29 (testo: Larry – musica: Kudzu)
3. Kinkos – 1:51 (testo: Larry – musica: Xentai)
4. Bi-Polar Freestyle – 2:04 (testo: Larry – musica: Kudzu)
5. Murder Me Slowly – 4:37 (testo: Larry – musica: Itsoktocry, Trill Skeleton)
6. Ego Death – 2:41 (testo: Larry – musica: Charlie Shuffler)

## Formazione

### Musicisti
- Itsoktocry – voce, testi, produzione, registrazione
- 909Memphis – voce, testi
- Ca$hrina – voce, testi
- Nick Prosper – voce, testi

### Produzione
- Armando Maccauro – produzione
- Charlie Shuffler – produzione
- Drew Taylor – produzione
- Ghostrage – produzione
- Juan Sánchez – produzione
- KrissiO – produzione
- Kudzu – produzione
- Storm – produzione
- Trill Skeleton – produzione
- Tron – produzione
- Xentai – produzione